# Грађански рат у Мозамбику
Грађански рат у Мозамбику је био војни сукоб између владајуће партије, Фронт за ослобођење Мозамбика (ФРЕЛИМО), и Мозамбичког националног отпора (РЕНАМО), финансираног од стране Родезије и Јужноафричке Републике. Рат је трајао од 1977. до 1992. године.

## Позадина
Након Другог светског рата започео је неповратни колапс европских колонијалних царстава. Међутим, конзервативна влада Португалије је сопствене колоније, укључујући и Мозамбик, сматрала као саставни део државе, те је очајнички покушавала да их задржи. Године 1964, домородачко становништво је на челу с ослободилачким покретом ФРЕЛИМО покренуло оружану борбу против португалских колонијалиста. Са седиштем у суседним земљама, ФРЕЛИМО је, на челу са Самором Машелом, водио герилски рат и до стицања независности Мозамбика, његови борци су контролисали велики део земље.

## Независност и грађански рат
Дана 25. априла 1974. године, диктатура у Португалији је била срушена у каранфилској револуцији. Нова лево оријентисана португалска влада покренула је с колонијама преговоре за ситцање независности. У Мозамбику, ФРЕЛИМО је постала водећа странка, која прогласила политику изградње социјализма и сарадњу са Совјетским Савезом .
Након пада Португалског империја, суседне земље која су до тада сарађивалие с колонијалним властима, а и саме су на власти имале расистичке владе, Родезија и Јужноафричка Република, нашле су се угрожене и окружене марксистичким и левичарским владама у Мозамбику, Анголи и Замбији. С циљем да дестабилизују нове младе државе, владе Родезије и ЈАР-а су финансирале и помагале антимарксистичке герилске покрете у тим земљама (ФНЛА-у и УНИТА-у у Анголи). Пошто у Мозамбику након стицања независности 1975. године није било политичке групације која је пружала отпор РЕНАМО-у, родезијске тајне службе су на својој територији окупиле антимарксистички настројене људе из Мозамбика на челу с Афонсом Длакамамом и помогле им да оснују сопствену организацију РЕНАМО, чији је циљ био да дестабилизује и нанесе штету влади у Мапуту. Сем тога је родезијско помагање РЕНАМО-а био одоговор на стално ФРЕЛИМО-ово помагање герилских ослободилачких покрета ЗАНУ и ЗАПУ у борби против родезијске владе.
Борци РЕНАМО-а су водили герилску борбу против Мозамбика у северним и централним покрајинама у земљи и уживали потпору првобитно само Родезије, а касније и Јужноафричке Републике. Њихова стратегија је у основи било саботирање индустрије и инфраструктуре како би се повећала привредна штета. РЕНАМО је посебно присиљавао цивиле на служење њиховим борцима. Вршене су масовне отмице деце која су им служила као војници. Процењује се да су једну трећину бораца РЕНАМО-а чинили малолетници. РЕНАМО је присиљавао цивиле да им производе храну, преносе оружје и муницију, а жене су користили као сексуалне робиње. Међу војницима ФРЕЛИМО-а такође је било случајева силовања и пљачки, иако они нису били уобичајена пракса као код РЕНАМО-а. Ради поређења, злочини почињени од ФРЕЛИМО-а нису били уобичајени и систематски споровођени: избеглице који су давали своје извештаје хумантираним организацијама приписивали су 94% убистава, 94% отмица и 93% случаја пљачкања војсци РЕНАМО-а.
До 1980, јаке упоришне тачке РЕНАМО-а налазиле су се у Родезији (данас Зимбабве), а у једној фази била је кориштена и територија Малавија. Године 1979. расистичка влада Родезије је сишла с власти и 1980. проглашена Република Зимбабве. На власт у Зимбабвеу је дошао Роберт Мугабе и придружио се ФРЕЛИМО-у у борби против РЕНАМО-а. РЕНАМО је упориште задржао још само у Јужноафричкој Републици. ФРЕЛИМО је помоћ примао и у виду војне снаге упућиване из Танзаније, Зимбабвеа, те у касним 1980-има и из Малавија. У већини операција од друге половине 1980-их војска Зимбабвеа одиграла је велику улогу.
Године 1984, Јужноафричка Република је формално одлучила да престане подржавати РЕНАМО у замену за укидање база Афричког националног конгреса у Мозамбику и омогућавање трговинских повластица (Нкомати споразум), али су обе владе и даље потајне наставиле са старим активностима. Дана 19. октобра 1986, у авионској несрећи на теритроији ЈАР-а, погинуо је председник Мозамбика, Самора Машел, јер је авион примао криве радиопоруке из станице.

## Крај рата
Након Машелове погибије, на власт у Мозамбику је дошао Жоаким Чисано, који је започео процес либерализације јавног живота и покренуо разговоре с опозицијом. У међувремену је до 1990. године дошло до краја Хладног рата, због чега је пропао и апартхејдски режим у ЈАР-у. Новим је уставом у Мозамбику уведено вишестраначје.
Дана 4. октобра 1992. године, у Риму је потписан мировни споразум између Чисана и Длакаме чиме је званично био окончан грађански рат у Мозамику. У наредне две године је под надзором мисије ОУН-а завршен процес транзиције на демократски систем.
Укупно је у рату на свим странама страдало милион људи, а пет милиона становника (од тадашњих 15 милиона становника у Мозамбику) је због ратних дејстава било расељено.

## Поновно избијање немира
Средином 2013. године, након више од двадесет година мира, побуна РЕНАМО-а је обновљена, углавном у централним и северним регионима земље. Дана 5. септембра 2014. године, бивши председник Армандо Гебуза и лидер РЕНАМО-а Афонсо Длакама потписали су Споразум о прекиду непријатељстава, који је зауставио војна дејства и омогућио обема странама да се концентришу на опште изборе који су се одржали у октобру 2014. године. Ипак, након општих избора, појавила се нова политичка криза и чини се да је земља поново на ивици насилног сукоба. РЕНАМО не признаје валидност изборних резултата и захтева контролу над шест провинција – Нампула, Ниаса, Тете, Замбезија, Софала и Маника – где тврде да су освојили већину.
Дана 20. јануара 2016, генерални секретар РЕНАМО-а, Мануел Бисопо, повређен је у пуцњави у којој је погинуо његов телохранитељ. Међутим, на крају је формирана заједничка комисија за политички дијалог између председника Републике Филипеа Њусија и лидера РЕНАМО-а Афонса Длакаме и одржан је радни састанак. Био је то састанак иза затворених врата који је заказао почетак претходних тачака које су претходиле састанку два лидера.
Дана 3. маја 2018, Афонсо Длакама, који је водио РЕНАМО од 1979, умро је у Горонгоси након што је доживео срчани удар. Његова смрт убрзала је растакање РЕНАМО-а на фракције и полагано смиривање борбених дејстава против владе Мозамбика. Председник Мозамбика Филипе Њуси и нови лидер РЕНАМО-а Осуфо Момаде су 1. августа 2019. потписали мировни споразум којим је окончан шестогодишњи период оружаних сукоба.